# Orange Book

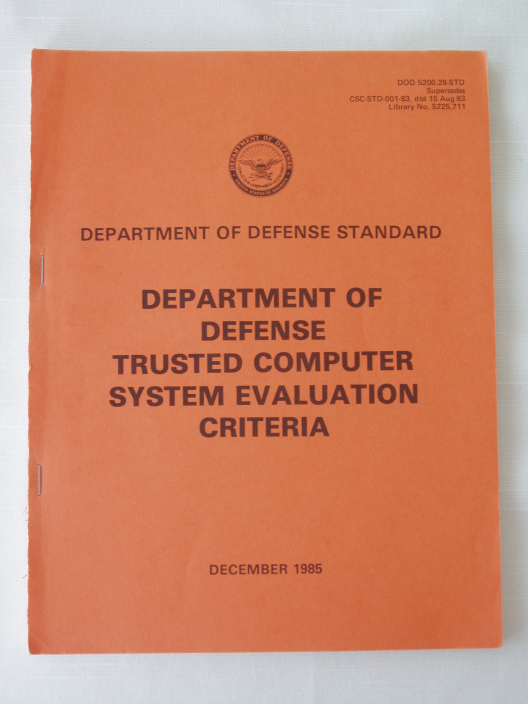
O 'Livro Laranja'do Departamento de Defesa

Em 1977, o Departamento de Defesa dos Estados Unidos apresentou um plano sistemático para tratar do Problema Clássico de Segurança, o qual daria origem ao "DoD Computer Security Initiative", que, logo depois desenvolveria  um "centro" para avaliar se as soluções disponibilizadas, eram realmente seguras.
Com a construção do "Centro", foi gerada uma necessidade da criação de um conjunto de regras a serem utilizadas no processo de avaliação. Este conjunto de regras ficaria conhecido informalmente como "The Orange Book". O processo de escrita do "Orange Book", conhecido oficialmente como "Trusted Computer
Evaluation Criteria - DoD 5200.28-STD",foi iniciado ainda no ano de 1978, sendo feita a publicaçao da versao "draft", ou rascunho, e no dia 26 de dezembro de 1985 foi publicada a versão final e atual deste documento.
Mesmo que o "Orange Book" seja considerado, atualmente, um documento ultrapassado,
podemos considerá-lo como o marco inicial na busca de um conjunto de medidas que permitam a um ambiente computacional ser qualificado como seguro.
A existência de uma norma permite o usuário tomar conhecimento do quão protegidas e seguras estarão as suas informações, possibilitando ao mesmo uma ferramenta que irá auxiliar a escolha de uma solução.